# 王义昭 (1955年)
王义昭（1955年12月—），四川铜梁县人，中华人民共和国政治人物。

## 生平
1977年，毕业于四川省铜梁县师范学校，后任职于四川省铜梁县大庙中学。1984年1月，担任四川省铜梁县委办公室副主任、主任。1988年，担任铜梁县铜郭区委书记。1990年，担任铜梁县副县长。1996年，担任四川省永川市委副书记、市人民政府市长。1997年5月，因永川改隶属重庆，继续担任重庆市永川市委副书记、市长。2000年12月，升任中共重庆市合川市委书记。2004年6月，担任重庆市农业局副局长。后升任重庆市农业投资集团有限公司党委书记、董事长，天友乳业股份有限公司董事长。2016年退休。2021年9月，因涉嫌严重违纪违法，接受重庆市纪委监委纪律审查和监察调查。2022年3月，遭到开除党籍处分。